# برابر نهاد
برابر نهاد یا آنتی تِز (به انگلیسی: Antithesis) چیزی است که مخالف چیز دیگر (برنهاد یا تِز) باشد. دو چیز که در مقابل هم قرار داشته باشند، ذاتاً مانع یکدیگرند یعنی یکدیگر را دفع می‌کنند. به نحوی که تحقق هر یک از آنها مستلزم نفی دیگری است. نقیض هر قضیه‌ای رفع آن قضیه است. مثلاً اگر بگوییم: هر انسانی ضرورة حیوان است، نقیض آن این است که ضرورت این قضیه را انکار کنیم.  برابر نهاد قضیه‌ایست که در مقابل یک برنهاد معین قرار داشته باشد و در نظر کانت، جانب سلب تعارضات عقل است. هگل برابر نهاد را طرف دوم دیالکتیک دانسته که در مقابل طرف اول آن قرار دارد. زیرا مراتب دیالکتیک در نظر هگل سه مرتبه است: برنهاد (تِز)، برابر نهاد(آنتی تِز)، و هم نهاد(سَنتِز).